# 始鯊齒龍屬

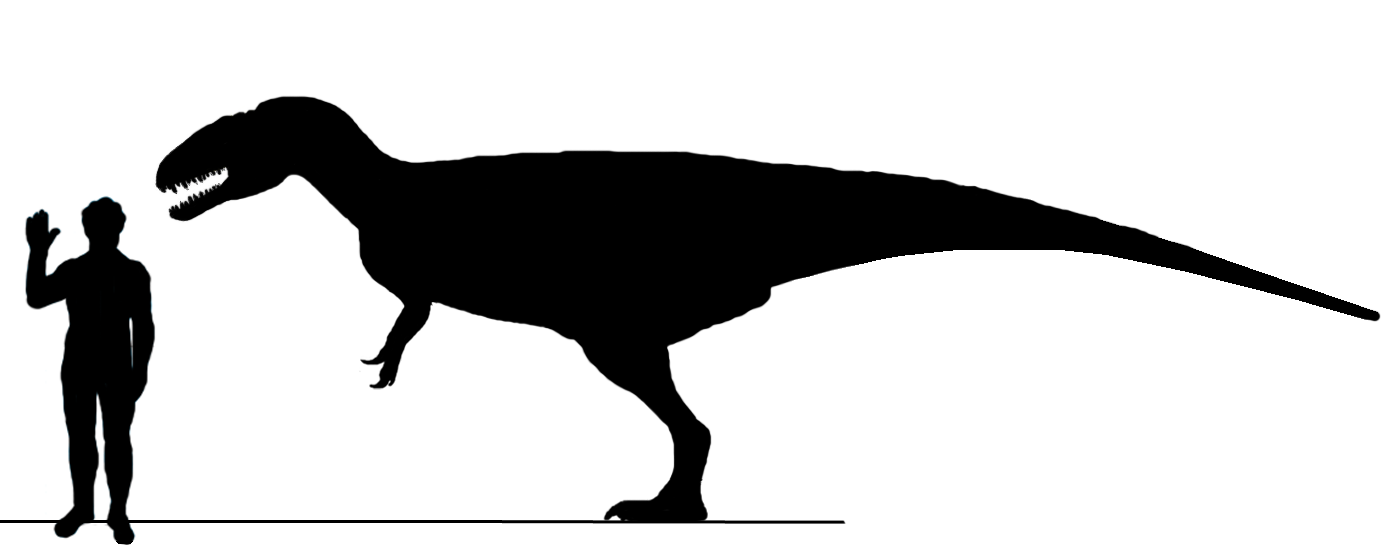
始鯊齒龍與人類的體型比較圖

始鯊齒龍屬（學名：Eocarcharia）屬於獸腳亞目鯊齒龍科，生存於1億1000萬年前的北非撒哈拉。始鯊齒龍的化石，是在2000年由芝加哥大學的古生物學家保羅·塞里諾在尼日發現。目前只有唯一種怒眼始鯊齒龍（E. dinops）。牠們的牙齒呈匕首狀，可用來咬入獵物身體，撕下肉塊。牠們的眼睛上方有明顯的隆起，這也是牠們的種名來源。根據估計，始鯊齒龍的身長約8到12公尺。
在尼日的艾爾雷茲組（Elrhaz Formation，又名Echkar組）地層，還發現獸腳類的隱面龍與似鱷龍、蜥腳類的尼日龍、鳥腳類的豪勇龍、沉龍、艾爾雷茲龍。

## 外部連結
- BBC報導：新種肉食性恐龍被發現（始鯊齒龍與隱面龍）[永久] - 2008/2/15 （影音檔）